# HIPASS
HI Parkes All Sky Survey (HIPASS) — великий астрономічний огляд неба в лінії нейтрального водню HI. Більшість даних отримано в період від 1997 до 2002 року на 64-метровому телескопі обсерваторії Паркса. HIPASS покриває 71 % неба. Під час спостережень виявлено понад 5000 галактик (серед них декілька нових), провідний рукав Магелланового Потоку та кілька газових хмар, у яких відсутні зорі. Найбільшими каталогами галактик є «HIPASS Bright Galaxy Catalog» (HIPASS BGC, «Каталог яскравих галактик HIPASS»), південний каталог HIPASS (HICAT) та північний каталог HIPASS (NHICAT).

## Огляд
Огляд HIPASS вивчив об'єкти зі швидкостями від -1280 до 12700 км/с. Це перший огляд, що покриває все південне і північне небо до +25°.

### Спостереження південного неба
Спостереження південного неба почато в лютому 1997 року і завершено в березні 2000 року, при цьому зроблено 23 020 сканувань ділянок розміром 8° тривалістю 9 хв кожне. У рамках огляду HIPASS все південне небо просканували п'ять разів. Каталог південних галактик HIPASS (HICAT) містить 4315 джерел випромінювання лінії HI.

### Спостереження північного неба
Північний огляд HIPASS дозволив спостерігати деякі об'єкти північного неба, зокрема повністю спостерігалася область скупчення галактик у Діві. Каталог північних джерел (NHICAT) містить 1002 джерела випромінювання лінії HI.

## Приймач випромінювання
Спостереження в рамках огляду HIPASS проводились в обсерваторії Паркса за допомогою багатоканального приймача. Прилад складається з розташованого у фокальній площині масиву з 13 окремих приймачів випромінювання, які утворюють шестикутну фігуру. Приймач створено в рамках співпраці кількох інститутів за спонсорування Австралійської дослідницької ради (ARC) та Австралійського національного агентства телескопних спостережень (ATNF) для забезпечення оглядів HIPASS та ZOA.

## Відкриття

### Провідний рукав Магелланового Потоку
У рамках огляду відкрито провідний рукав Магелланового Потоку, що є продовженням потоку за межами Магелланових Хмар. Наявність такого рукава потоку передбачено моделями припливного впливу Галактики на Магелланові Хмари.

### HIPASS J0731-69
HIPASS J0731-69 — хмара газу, що не містить зір. Асоційована з асиметричною спіральною галактикою NGC 2442. Ймовірно, HIPASS J0731-69 відірвано від галактики NGC 2442 її супутником.

### HIPASS J1712-64
HIPASS J1712-64 — ізольована позагалактична хмара нейтрального водню, яка не містить зір. Хмара являє собою подвійну систему й занадто розріджена для формування зір. Можливо, HIPASS J1712-64 викинуто внаслідок взаємодії Магелланових Хмар та Чумацького Шляху.

### Нові галактики у групі Центавр A/M83
У межах огляду виявлено десять нових галактик у групі Центавр A/M83, що збільшило кількість відомих галактик у цій групі до 31.